# Дарко Ковачевич
Дарко Ковачевич (на сръбски: Дарко Ковачевић или Darko Kovačević) е сръбски футболист, роден на 18 ноември 1973 г. в Ковин, Сърбия, тогава СФРЮ. Играе на поста нападател и е известен с атлетичността си и добрата игра с глава.

## Клубна кариера
Ковачевич е един от най-резултатните нападатели в историята на сръбския футбол. Той показва това още в ранните си години, след като за два сезона в Пролетер (Зренянин) отбелязва 37 гола. Това поражда интереса на Цървена звезда, където преминава през 1994 г. За този отбор вкарва 37 гола в 47 мача и става веднъж шампион и два пъти носител на купата. След това преминава за 2 милиона паунда в играещия в английската Висша лига Шефилд Уенсди, но там остава само един полусезон, а вестник Таймс го слага на 10 място в класацията за най-лоши трансфери в историята на Висшата лига. Следващите три сезона Ковачевич прекарва в Реал Сосиедад, където показва качествата си. През 1999 г. Ювентус изпреварва другите желаещи да подпишат с него. През сезон 1999/2000 Ковачевич става голмайстор на турнира за Купата на УЕФА с 10 гола в 8 мача. Преди началото на сезон 2001/2002 той преминава в Лацио като част от сделката за Марсело Салас. Само половин сезон по-късно Ковачевич се връща в Реал Сосиедад, където оформя страховита нападателна двойка заедно с турчина Нихат Кахведжъ. След изпадането на отбора във втора дивизия през сезон 2006/2007, Дарко преминава в гръцкия Олимпиакос, където със своите 17 гола помага на отбора да спечели шампионата. На 12 януари 2009 г. претърпява операция на сърцето, като хирургическата интервенция е извършена в испанския град Сан Себастиан. 

## Национален отбор
На 27 декември 1994 г. срещу Аржентина Ковачевич дебютира за националния отбор на Югославия, който по-късно се нарича национален отбор на Сърбия и Черна гора, а от 2006 г. негов приемник е националния отбор на Сърбия. Дарко е част от отбора на Евро 1996 и Световното първенство през 1998 г.

## Успехи
Цървена звезда
- Шампион – 1995
- Купа на Сърбия – 1995, 1996

 Ювентус
- Голмайстор на Купата на УЕФА – 2000

 Олимпиакос
- Шампион – 2008